# Conops
Genre
Synonymes
- Conopaejus Rondani, 1845
- Conopilla Rondani, 1845
- Conopoideus Rondani 1845
- Sphyxosoma Rondani, 1856

Conops est un genre d'insectes diptères brachycères de la famille des Conopidae. Les adultes se nourrissent de nectar. Le comportement d'une grande partie de ces espèces est inconnue ; pour celles dont il a été étudié, la larve est obligatoirement endoparasite d'autres insectes, en particulier les hymenoptère pollinisateurs et parmi eux, les bourdons. L'espèce-type du genre est Conops flavipes.
Les Conops appartiennent à la sous-famille Conopinae dont les espèces sont généralement de taille moyenne, de coloration noire et jaune, à l'abdomen cintré et aux antennes allongées. Elle présentent souvent une ressemblance frappante avec certaines Vespidae ou Syrphidae. De ces dernières, elles se distinguent par l'absence de fausse-nervure (vena spuria) sur leurs ailes. Les espèces européennes Conops se distiguent des autres genres de cette sous-famille par les nervures de leurs ailes : la veine transversale antérieure (r-m) se positionne au-delà du deuxième tiers de la cellule discale (1st M2 ou dm suivant la nomenclature). Enfin, le deuxième segment abdominal est moyennement étroit et le fémur n'est pas particulièrement épais.
La majorité des 139 espèces que comporte ce genre se rencontre en écozone paléarctique (41, dont 15 en Europe), indomalaise (42) et afrotropicale (46), très peu en Australasie (9) et en Néotropique (8), aucune en Néarctique.

## Sous-genres
Selon Jens-Hermann Stuke :

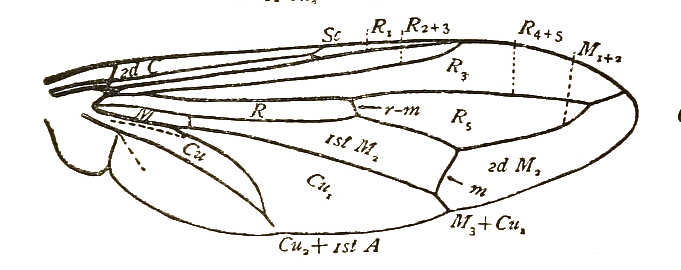
Vénation alaire type du genre Conops et nomenlature

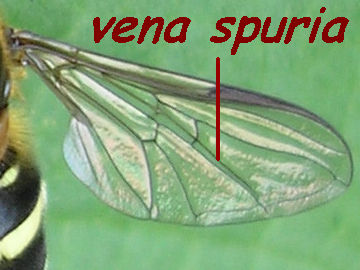
Vena spuria, des Syrphidae, absente chez Conops

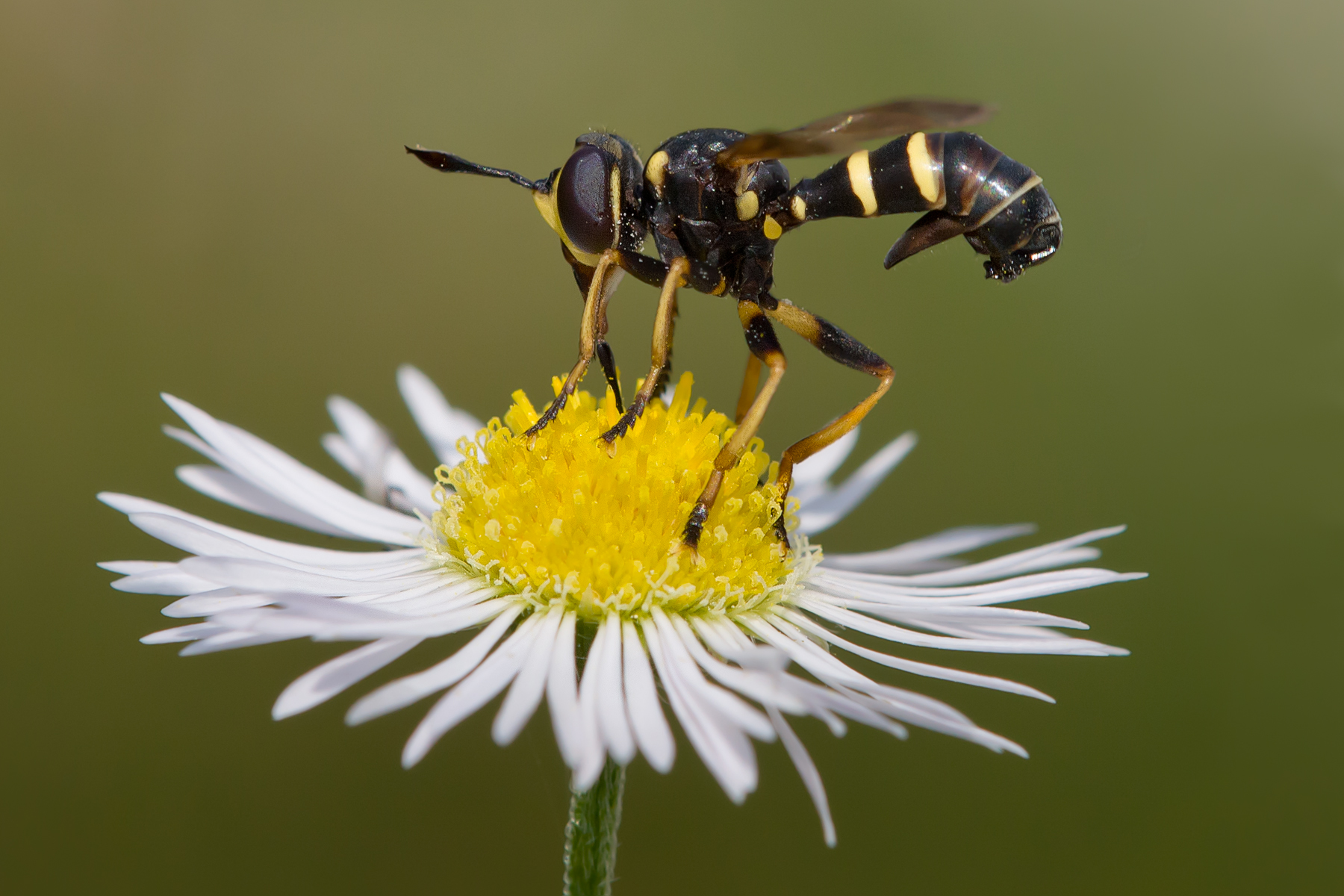
Conops flavipes, femelle, theca en bout d'abdomen bien visible

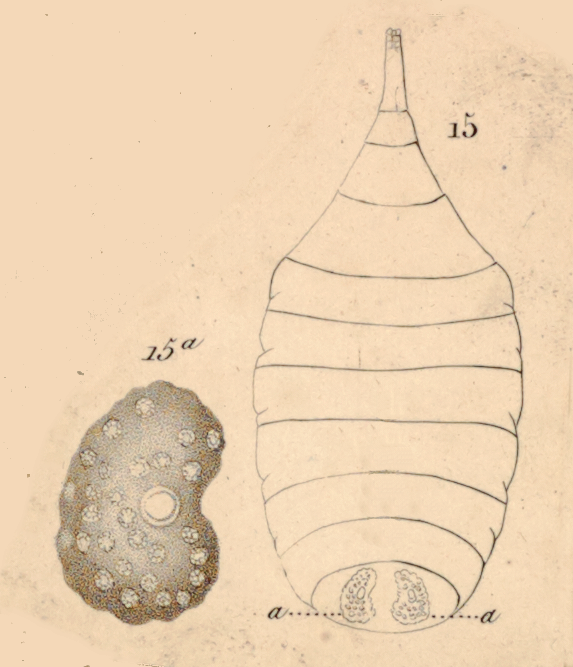
Fig 15. Anatomie d'une larve Conops apode, dont l'élongation permet de se nourrir des muscles du thorax depuis l'abdomen; a a organes respiratoires (spiracles); Fig 15. spiracle vu de près

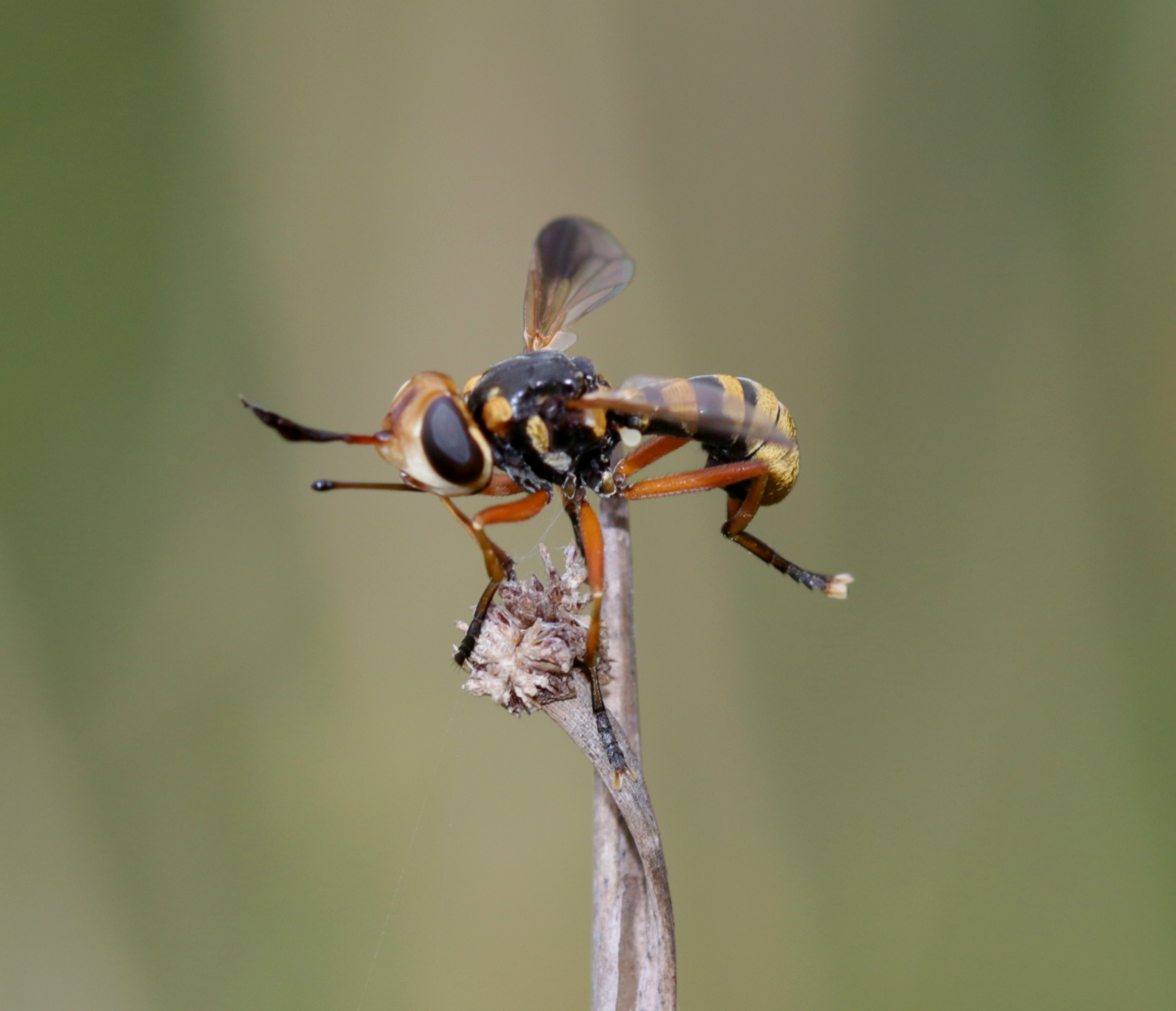
Conops insignis, Catalogne

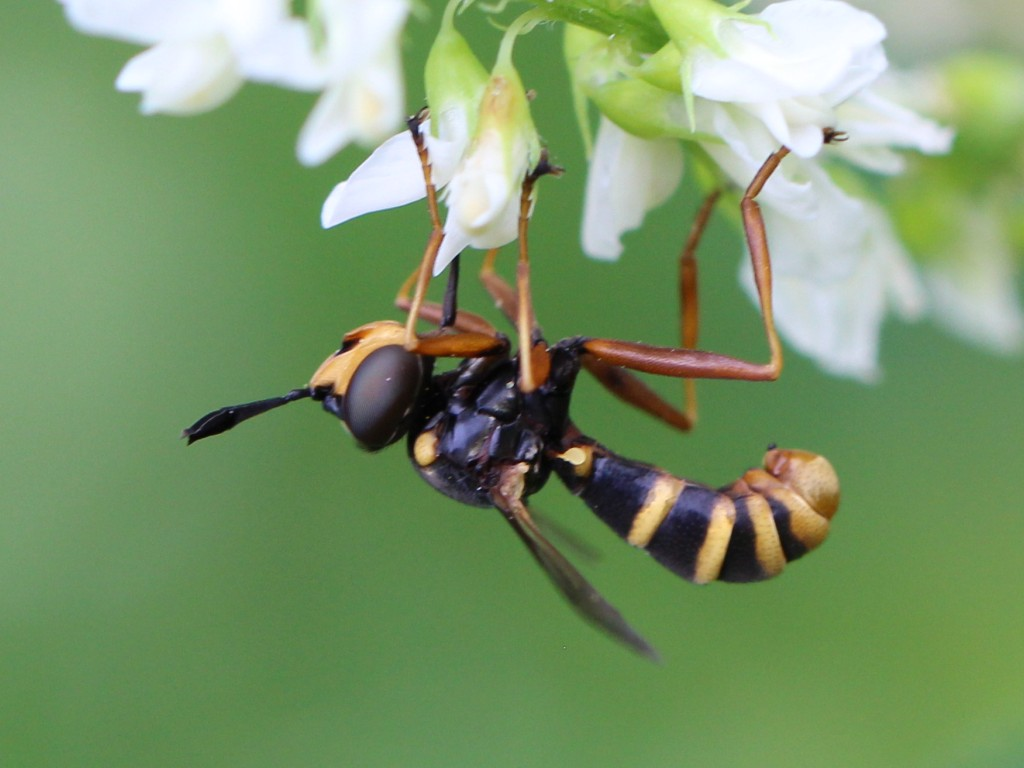
Conops quadrifasciatus

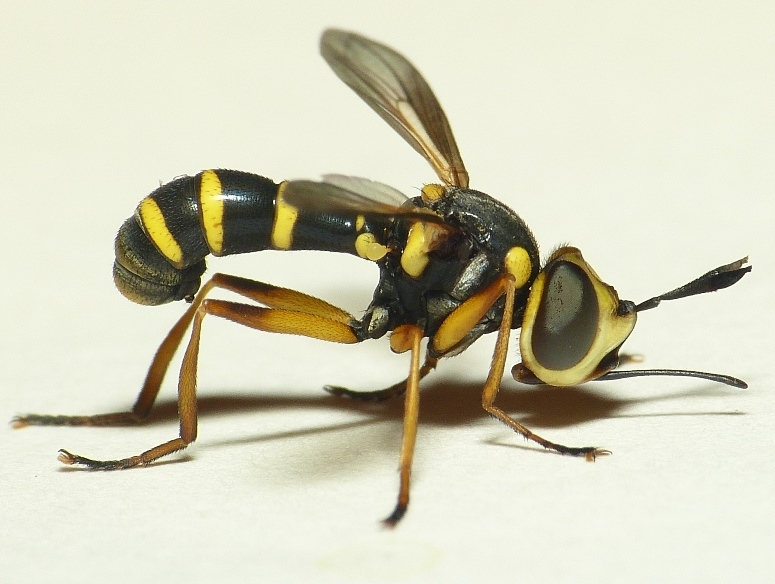
Conops scutellatus, Pays-Bas

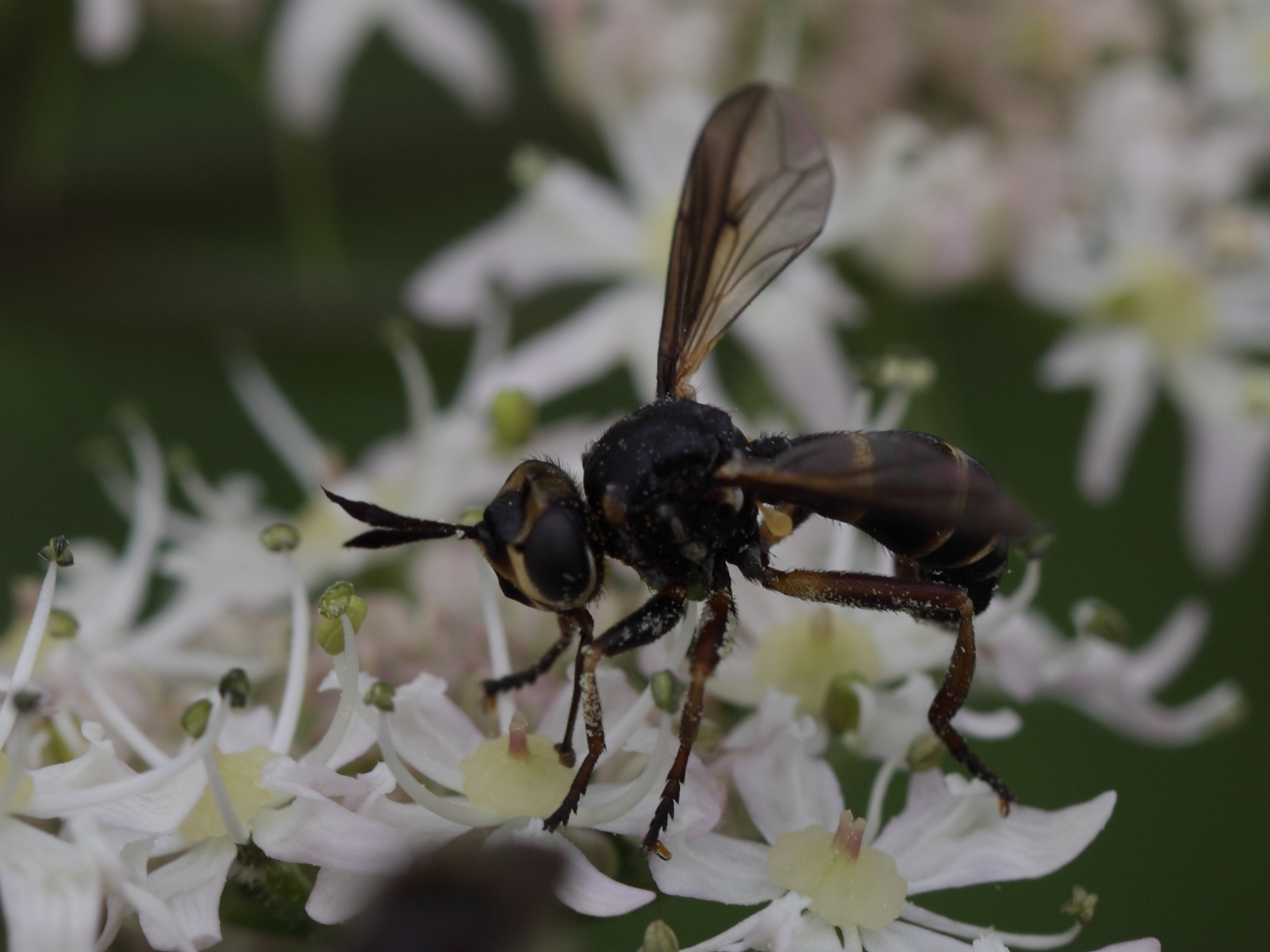
Conops strigatus, Allemagne

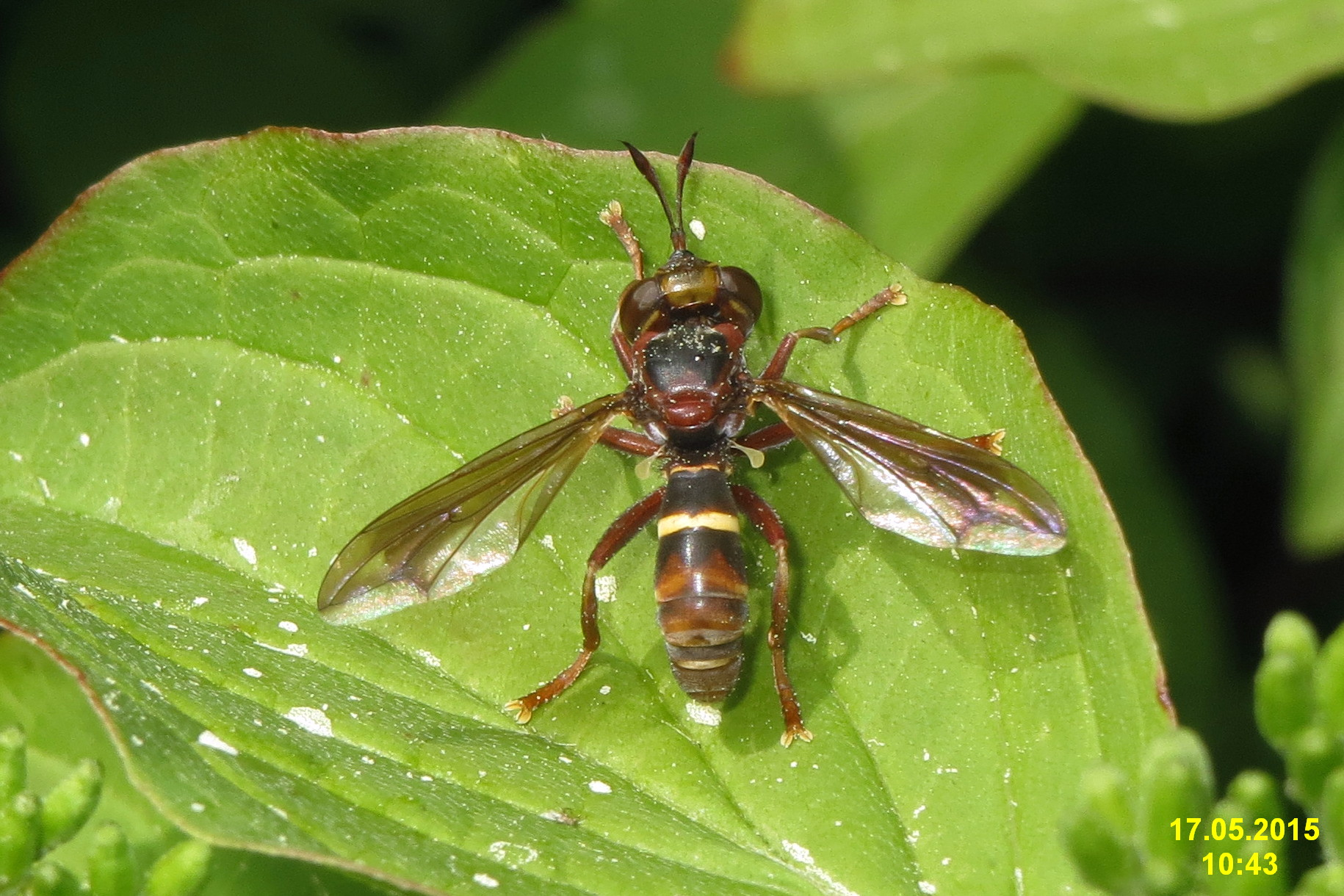
Conops vesicularis, Allemagne

- sous-genre Conops Linneaus, 1758 (espèce-type : Conops flavipes)
- sous-genre Asiconops Chen, 1939 (espèce-type : Conops aureomaculatus)
- sous-genre Ceratoconops Camras, 1955 (espèce-type : Conops ornatus)
- sous-genre Sphenoconops Camras, 1955 (espèce-type : Conops nobilis)
- sous-genre Diconops Camras, 1957 (espèce-type : Conops trichus)
- sous-genre Smithiconops Camras, 2000 (espèce-type : Conops rondanii)
- sous-genre Superconops Zimina, 2000 (espèce-type : Conops flavicauda)

## Ensemble des espèces
Selon Jens-Hermann Stuke :
- Conops africanus, Afrotropique
- Conops annulosus, Indomalais et Est-Paléarctique
- Conops apicalis, Afrotropique
- Conops archiconopsoides, Indomalais
- Conops argentispatium, Afrotropique
- Conops ater, Afrotropique
- Conops atratus, Kenya
- Conops atroviolaceus, Zimbabwé
- Conops aurantius, Sud-Afrotropique
- Conops aureiventris, Chine
- Conops aureocinctus, Afrique du Sud
- Conops aureofuscus, Papouasie Nouvelle-Guinée
- Conops aureolus, Australie
- Conops aureomaculatus, Est-Paléarctique
- Conops aureomicans, Sud et Est-Afrotropique
- Conops australianus, Australie
- Conops badius, Australie
- Conops bakeri, Philippines
- Conops bellatus, Sumatra
- Conops bermudensis, Bermudes
- Conops bicingulatus, Tanzanie
- Conops bigoti, Indomalaisie
- Conops bilineatus, Afrique du Sud
- Conops braunsii, centre et Sud Afrotropique
- Conops brunneosericeus, Brésil
- Conops brunnifrons, centre et Sud Afrotropique
- Conops brunnipennis, centre et Sud Afrotropique
- Conops camaronensis, Cameroun et Ouganda
- Conops capensis, République démocratique du Congo
- Conops castaneus, Est-Afrotropique
- Conops celebensis, Indonésie
- Conops ceriaeformis, Ouest-Paléarctique
- Conops ceylonicus, Sri-Lanka
- Conops chinensis, Chine et Japon
- Conops chochensis, Chine
- Conops chvalai, Australie
- Conops claripennis, Inde, Népal et Pakistan
- Conops concolor, Malawi
- Conops congoensis, République démocratique du Congo
- Conops conwayae, Afrique du Sud et Mozambique
- Conops curtulus, Japon
- Conops decipiens, Zimbabwé
- Conops diffusipennis, Indonésie
- Conops elegans, Afrotropique et Paléarctique
- Conops fenestralis, République démocratique du Congo
- Conops ferruginosus, Sud-Afrotropique
- Conops flavicauda, Ouganda et Ouest et Centre-Paléarctique
- Conops flavifrons, Ouest et Centre-Paléarctique
- Conops flavipes, Paléarctique
- Conops frontalis, Guinée-Bissau, Kenya
- Conops frontosus, Inde
- Conops fulvicornis, Taïwan
- Conops geminatus, Costa Rica, Pérou
- Conops gessorum, Afrique du Sud
- Conops grahami, Chine
- Conops guineensis, Centre-Afrotropique
- Conops halteratus, Chine
- Conops hanazonensis, Japon
- Conops hwangi, Chine et Corée du Nord
- Conops inconspicuus, Indonésie
- Conops indicus, Inde
- Conops insignis, Ouest et Centre-Paléarctique
- Conops intermedius, Inde
- Conops izuoshimensis, Japon
- Conops javanicus, Java
- Conops kanoi, Japon
- Conops keiseri, Indomalais
- Conops kerteszi, Sud-Afrotropique
- Conops kulinicus, Chine
- Conops kuriensis, Japon
- Conops licenti, Japon
- Conops lieftincki, Java
- Conops maculiventris, Inde et Myanmar
- Conops malayensis, Malaysie
- Conops metaxanthus, Indomalais
- Conops natalensis, Afrique du Sud
- Conops nigeriensis, Nigéria
- Conops nigrescens, Australie
- Conops nigricosta, Japon
- Conops nigrifrons, Est-Paléarctique
- Conops nigritarsis, Sud-Afrotropique
- Conops nigriventris, Indomalais
- Conops nigrofasciatus, Myanmar
- Conops nitidulus, Éthiopie
- Conops nobilis, Néotropique
- Conops nubeculipennis, Nord-Afrotropique et Maghreb
- Conops nubeculosus, Indomalais
- Conops olivaceus, Philippines
- Conops opimus, Chine et Japon
- Conops ornatus, Brésil
- Conops pactyas, Indomalais
- Conops pallidemarginatus, République démocratique du Congo
- Conops platyfrons, République démocratique du Congo
- Conops pruinosus, localisation inconnue
- Conops pseudogigas, Myanmar
- Conops pulcher, Ouganda
- Conops punctifrons, Inde et Taïwan
- Conops quadrifasciatus, Europe
- Conops rondanii, Afrotropique
- Conops rubricornis, Chine
- Conops rubripes, Indonésie
- Conops rufifrons, Indonésie et Chine
- Conops rufigaster, Philippines
- Conops rufitarsis, Indonésie
- Conops rufiventris, Maghreb
- Conops rufofasciatus, Inde
- Conops rufofemoralis, Indonésie
- Conops rufomaculatus, Taïwan
- Conops rugifrons, Sud et Est Afrotropique
- Conops santaroi, Japon
- Conops satanicus, Australie
- Conops scutellatus, Europe
- Conops selangorensis, Malaysie
- Conops seminiger, Australasie
- Conops silaceus, Europe
- Conops simplex, Sud-Est Afrotropique
- Conops simulans, Kenya
- Conops sparsus, Australie
- Conops strigatus, Paléarctique
- Conops stuckenbergi, Madagascar
- Conops sumatrensis, Indonésie
- Conops szechwanensis, Chine
- Conops tenthrediniformis, Myanmar
- Conops thecoides, Chine
- Conops thecus, Chine
- Conops thompsoni, Myanmar
- Conops thoracicus, Australasie
- Conops tomentosus, Centre Paléarctique
- Conops trichus, Brésil
- Conops tristis, Chine
- Conops tschirnhausi, Afrique du Sud
- Conops valoka, Philippines
- Conops velutinus, Argentine
- Conops verus, Brésil
- Conops vesicularis, Europe
- Conops vitellinus, Europe
- Conops weinbergae, Roumanie

Le nom Conops longiventris, souvent utilisé, est considéré comme synonyme de Conops flavifrons.

## Les espèces européennes
Selon Fauna Europaea (7 mars 2019), pondéré par le jeu des synonymie de Jens-Hermann Stuke
sous-genre Asiconops Chen, 1939
- Conops elegans
- Conops flavifrons
- Conops insignis
- Conops weinbergae

sous-genre Conops Linnaeus, 1758
- Conops ceriaeformis
- Conops flavicauda
- Conops flavipes
- Conops maculatus (statut incertain)
- Conops quadrifasciatus
- Conops rufiventris
- Conops scutellatus
- Conops silaceus
- Conops strigatus
- Conops vesicularis
- Conops vitellinus